# ديفيد مارتين غارسيا
ديفيد مارتين غارسيا (بالإسبانية: David Martín García)‏ (27 أغسطس 1992 بشقوبية في إسبانيا - ) هو لاعب كرة قدم إسباني في مركز الهجوم. لعب مع نادي باراكالدو ونادي تطيلانو ونومانسيا وCD Numancia B ‏.

## وصلات خارجية
- ديفيد مارتين غارسيا على موقع قاعدة بيانات كرة القدم.إي يو (الإنجليزية)
- ديفيد مارتين غارسيا على موقع Soccerway.com (الإنجليزية)
- ديفيد مارتين غارسيا على موقع AS.com (الإسبانية)